# 圣伯多禄圣保禄堂 (格拉纳达)
圣伯多禄圣保禄堂（iglesia de San Pedro y San Pablo）是一座罗马天主教教堂，位于西班牙 安达卢西亚自治区城市格拉纳达，属于天主教格拉纳达教区，供奉圣伯多禄和圣保禄，穆德哈尔和文艺复兴建筑风格, 由建筑师胡安·德梅达（Juan de Maeda），建于16世纪（1559-1567）。
它位于达罗街（Carrera del Darro），在卡斯特里尔宫（Casa de Castril）对面，靠近达罗河的右岸和阿尔罕布拉宫。它建在一座建于1559年倒塌的教堂上，后者又是建在浴室清真寺（Mezquita de los Baños）之上。

## 描述

### 内部
该堂为拉丁十字平面，